# Steven Nzonzi
Steven Nkemboanza Mike Christopher Nzonzi (nascut el 15 de desembre de 1988) és un futbolista professional francès que juga com a migcampista defensiu a l'AS Roma.
El maig de 2016 va disputar com a titular el partit que va fer que el Sevilla guanyés la seva cinquena Lliga Europa, tercera consecutiva, a Sankt Jakob-Park, contra el Liverpool FC (3 a 1 pels sevillistes).

## Palmarès
Sevilla FC
- 1 Lliga Europa de la UEFA: 2015-16.

Selecció Francesa
- 1 Copa del Món: 2018.